# Ole Krøier
Ole Krøier (* 22. Mai 1940) ist ein ehemaliger dänischer Radrennfahrer und nationaler Meister im Radsport.

## Sportliche Laufbahn
Krøier wurde 1959 nationaler Meister im Straßenrennen der Amateure vor Ole Pingel. In jener Saison war er auch im Straßenrennen der Nordischen Meisterschaften erfolgreich. Bei den UCI-Straßen-Weltmeisterschaften 1962 gewann er mit seinen Teamkollegen Mogens Tvilling, Vagn Bangsborg und Ole Ritter die Silbermedaille im Mannschaftszeitfahren. Ebenfalls 1960 bestritt er die Internationale Friedensfahrt. Er beendete das Etappenrennen auf dem 49. Rang. 1962 siegte er im Eintagesrennen Stjerneløbet.

## Doping
In die Schlagzeilen geriet Krøier nach dem Weltmeisterschaftsrennen 1959, als er zugab, ein Dopingmittel genommen zu haben. Im Zuge der Ermittlungen durch den dänischen Verband beschuldigte er weitere dänische Spitzenfahrer des Dopinggebrauchs.